# Richard Cole
Pour les articles homonymes, voir Richard Cole (homonymie).
Richard Cole, né le 2 janvier 1946 à Kensal Green et mort le 2 décembre 2021 à Chelsea (Londres), est un tour manager et un agent artistique britannique, une personnalité du monde du rock des années 1960 jusqu'en 2003, surtout connu pour avoir été le manager des tournées de Led Zeppelin.